# Konopnicka (cràter)
Konopnicka és un cràter d'impacte en el planeta Venus de 20,1 km de diàmetre. Porta el nom de Maria Konopnicka (1842-1910), escriptora polonesa, i el seu nom va ser aprovat per la Unió Astronòmica Internacional el 1994.